# Isocylindra
Isocylindra é um gênero de traça pertencente à família Brachodidae.